# بويبلا دي دون رودريغو
بلدية بويبلا دي دون رودريغو (بالإسبانية: Puebla de Don Rodrigo)‏، هي إحدى بلديات مقاطعة سيوداد ريال إحدى مقاطعات إسبانيا، والتي تقع في منطقة قشتالة لا منتشا وسط إسبانيا.
يبلغ عدد سكانها 1.281 نسمة وفقاً لإحصائية سنة (2007).